# Dactyloscirus machairodus
Dactyloscirus machairodus är en spindeldjursart som först beskrevs av Oudemans 1922.  Dactyloscirus machairodus ingår i släktet Dactyloscirus och familjen Cunaxidae. Inga underarter finns listade i Catalogue of Life.